# Søndre Ringvej (Silkeborg)
 For alternative betydninger, se Søndre Ringvej. (Se også artikler, som begynder med Søndre Ringvej)
 Søndre Ringvej er en tosporet ringvej, der går igennem det vestlige Silkeborg. Vejen er en del af primærrute 52, der går fra Vesterby til Rindsholm . Vejen er med til at lede den tunge trafik, som kører vest og nord om byen, uden om Silkeborg Centrum, så byen ikke bliver belastet af for meget gennemkørende trafik i midtbyen. 
Vejen forbinder Vesterby i syd med Rindsholm i nord og har forbindelse til Frederiksberggade, Almindsøvænget j, Solbakkevej, Mariehøjvej, Vestre Alle, Heibergvej, Vestergade  og Nordre Ringvej.